# Nolana paradoxa
Espèce
Classification APG III (2009)
La nolane paradoxale, Nolana paradoxa, est une espèce de plantes de la famille des Solanacées originaire d'Amérique du sud.

## Description
La nolane paradoxale est une petite plante rampante, pouvant atteindre vingt centimètres de haut à soixante de diamètre, à feuilles alternes et légèrement succulentes. Il s'agit d'une plante annuelle en France (elle ne résiste pas au gel, vivace en serre).
La fleur, avec un calice à cinq lobes, une corolle en entonnoir très évasé, compte cinq étamines. Sa couleur de base est bleue en bordure de la corolle et blanc au centre. Mais des variétés horticoles ont différentes couleurs, du blanc pur au bleu intégral. Elle compte vingt ovaires à cinq locules.

## Distribution
La Nolane paradoxale est originaire du Chili et du Pérou. C'est un exemplaire obtenu à partir de graines originaires du Chili que John Lindley a décrit.
Son utilisation ornementale, comme plante annuelle de plates-bandes, l'a diffusée dans de nombreuses régions tempérées. Elle a quelques variétés horticoles dont 
- Nolana paradoxa 'Bleu Bird' - variété bleue
- Nolana paradoxa 'Snow Bird' - variété blanche
- Nolana paradoxa 'Sun Belle' - variété multicolore (« mixed »)

## Position taxinomique et historique
Cette espèce est l'espèce type du genre Nolana et fait partie de la sous-famille des Solanoideae.
John Lindley décrit cette espèce en 1824 (publication en 1825) dans le Botanical register, planche 865.
L'année suivante, William Jackson Hooker décrit sous le même nom une espèce qui se révélera être Nolana tenella Lindl.
En 1836, Constantine Samuel Rafinesque la transfère dans le genre Periloba qu'il crée par la même occasion : Periloba paradoxa (Lindl.) Raf.
En 1844, John Lindley revient sur le classement de Nolana paradoxa, et la transfère dans le genre qu'il vient de créer - Sorema - : Sorema paradoxa (Lindl.) Lindl.
Dans la revue complète du genre assurée par Michel Félix Dunal en 1852, ce dernier la transfère à nouveau de manière définitive dans le genre Nolana. Nolana paradoxa est alors classé ainsi : Tribus Nolaneae, Subtribus Nolanineae, section Sorema. James Francis Macbride ne l'évoque pas (ce n'est pas une plante péruvienne) en 1960 dans Flora of Peru - Volume 13, partie 5, n°2.
Aldo Mesa la conserve comme espèce principale du genre.
Les études phylogénétiques réalisées par Michael O. Dillon, Tieyao Tu, Hang sun, et Jun Wen en 2008 rapprochent Nolana paradoxa de Nolana accuminata, Nolana baccata, Nolana parviflora, Nolana pterocarapa et Nolana rupicola pour les séquences combinées de quatre marqueurs de chloroplastes et maintiennent Nonala paradoxa' à part mais proche de Nolana rupicola pour le gène LEAFY (LFY).
Cette espèce, avec ses variétés, a été classée à différents moments dans les genres Alona Lindl., Periloba Raf., Sorema Lindl. : cela illustre bien la difficulté inhérente au classement de la famille des Nolanacées.
Elle a de nombreux synonymes :
- Nolana atriplicifolia var. cuneifolia G.Don
- Nolana geminiflora Phil.
- Nolana grandiflora Herzog
- Nolana ochrocarpa Phil.
- Periloba paradoxa (Lindl.) Raf.
- Sorema paradoxa (Lindl.) Lindl.

Trois variétés botaniques sont reconnues, dont la principale compte de nombreux synonymes :
- Nolana paradoxa var. alba S.W.Fletcher (1901) - synonyme :
  - Nolana atriplicifolia f. alba (S.W.Fletcher) Moldenke
- Nolana paradoxa subsp. atriplicifolia (D.Don) Mesa (1981) - synonymes :
  - Alona baccata Lindl.
  - Alona longifolia Lindl.
  - Nolana acuminata (Miers) Miers ex Dunal
  - Nolana alba Phil.
  - Nolana angustifolia Phil.
  - Nolana atriplicifolia D.Don (basionyme)
  - Nolana atriplicifolia var. cuneifolia G.Don
  - Nolana baccata (Lindl.) Dunal
  - Nolana bracteosa (Phil.) Reiche
  - Nolana carrera Phil.
  - Nolana carrera var. leucantha (Phil.) Reiche
  - Nolana debilis Phil.
  - Nolana elegans (Phil.) Reiche
  - Nolana glutinosa Reiche
  - Nolana jaffuelii I.M.Johnst.
  - Nolana lanceolata Miers ex Dunal
  - Nolana leucantha Phil.
  - Nolana linearis (Miers) Dunal
  - Nolana longifolia (Lindl.) Dunal
  - Nolana napiformis Phil.
  - Nolana navarri Phil.
  - Nolana pterocarpa Phil. ex Wettst.
  - Nolana pterosperma Phil.
  - Nolana pulchella Reiche
  - Nolana rupestris Phil. ex Wettst.
  - Nolana rupicola Gaudich.
  - Nolana stans Phil.
  - Nolana triquetra K.Koch & C.D.Bouche
  - Periloba baccata (Lindl.) I.M.Johnst.
  - Periloba longifolia (Lindl.) I.M.Johnst.
  - Periloba pterosperma (Phil.) I.M.Johnst.
  - Periloba stans (Phil.) I.M.Johnst.
  - Sorema acuminata Miers
  - Sorema bracteosa Phil.
  - Sorema elegans Phil.
  - Sorema lineata Miers
  - Sorema longifolia (Lindl.) Miers
  - Sorema paradoxa var. atriplicifolia (Sweet) Miers
- Nolana paradoxa var glaberrima Dunal (1852)

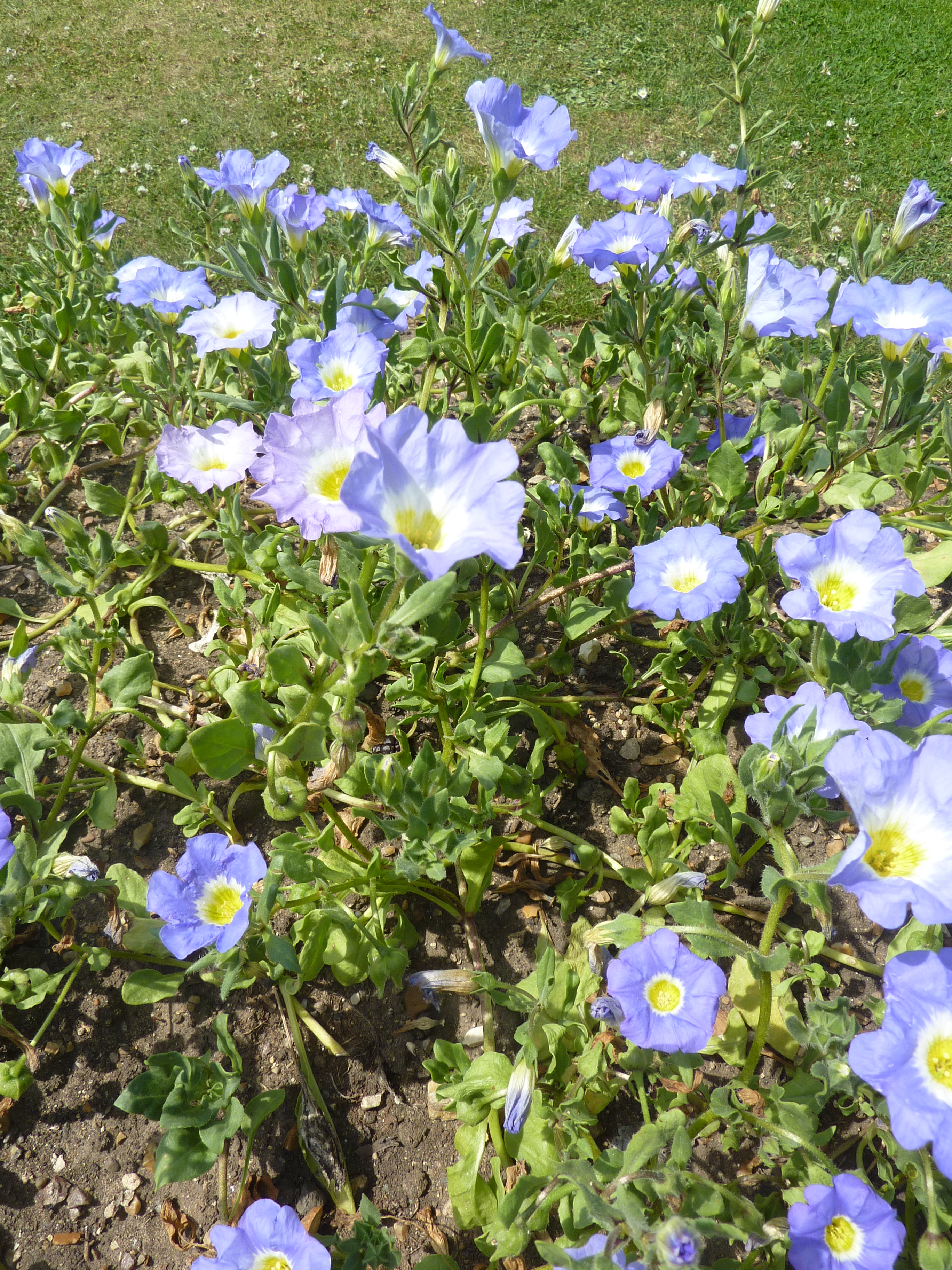
Floraison
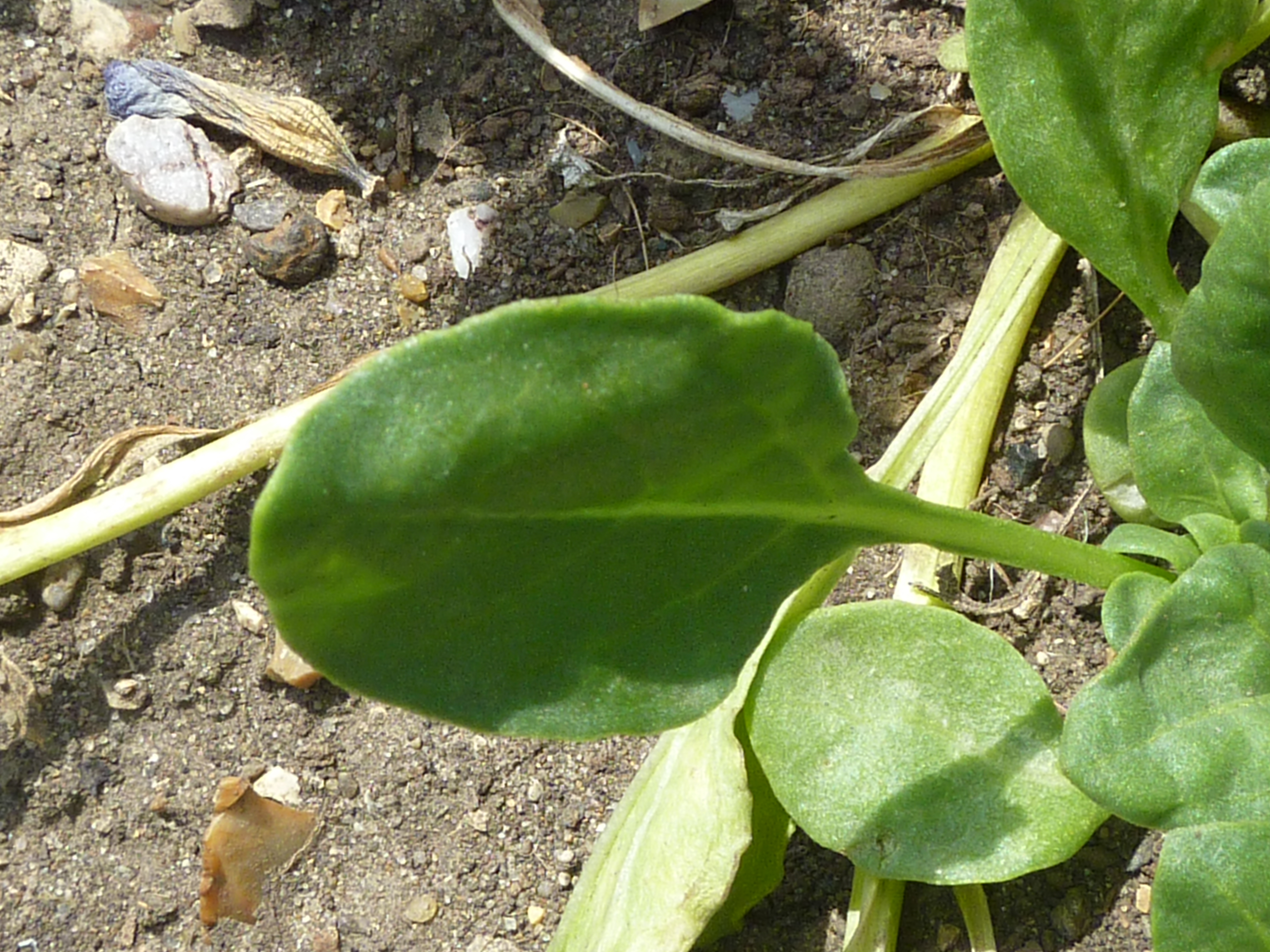
Feuilles
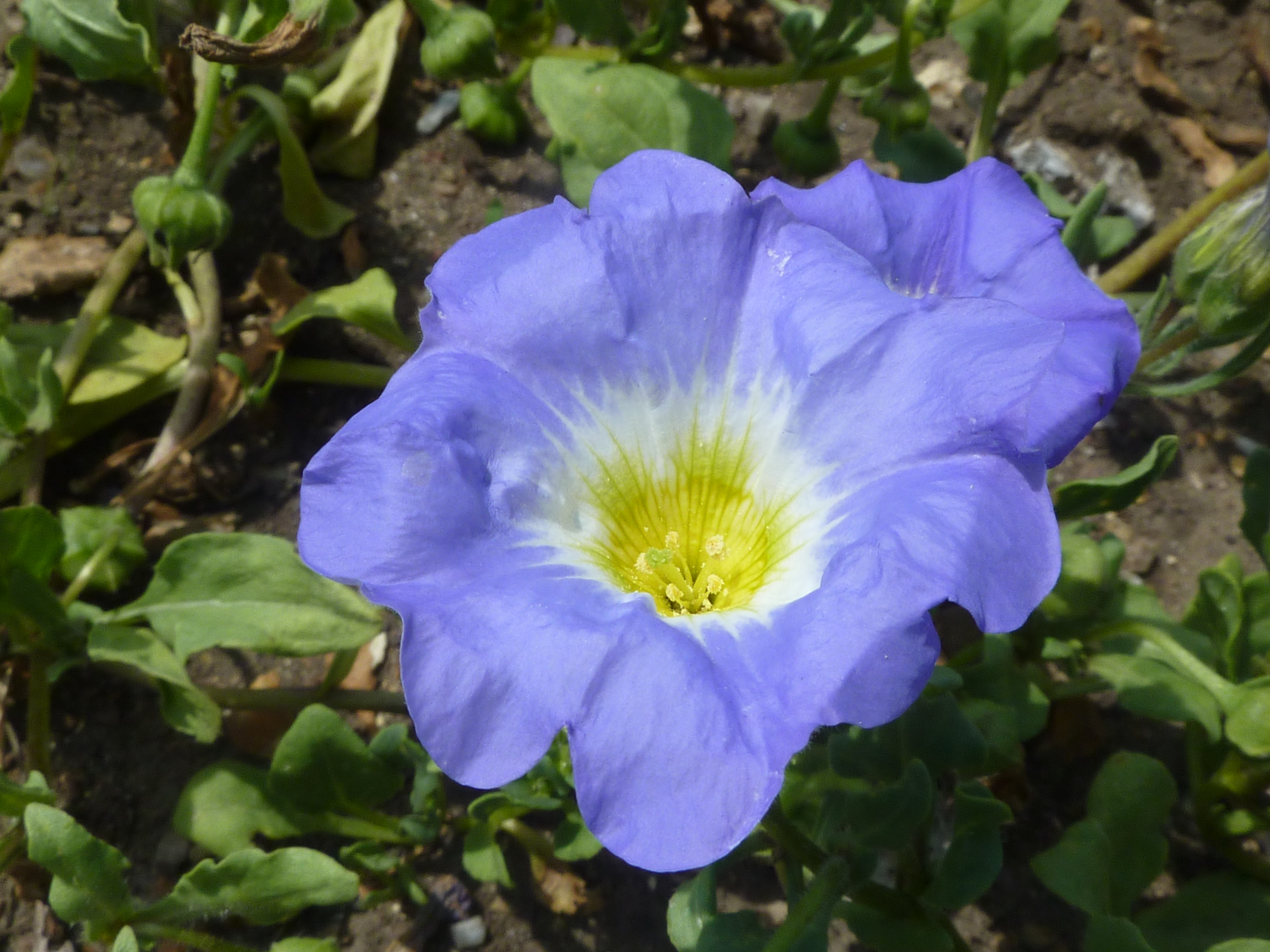
Fleur